# Saint-Gineis-en-Coiron
 Saint-Gineis-en-Coiron  là một xã ở tỉnh Ardèche, vùng Rhône-Alpes ở đông nam nước Pháp.